# Farsinella predtetshenskyi
Farsinella predtetshenskyi är en insektsart som beskrevs av Bei-bienko 1948. Farsinella predtetshenskyi ingår i släktet Farsinella och familjen Dericorythidae. Inga underarter finns listade i Catalogue of Life.